# 3018 Godiva
3018 Godiva eller 1982 KM är en asteroid i huvudbältet som upptäcktes den 21 maj 1982 av den amerikanske astronomen Edward L.G. Bowell vid Anderson Mesa Station. Den är uppkallad efter Godiva.
Asteroiden har en diameter på ungefär 8 kilometer.